# Prisca Zeisel
Prisca Zeisel (geboren 1995 in Wien) ist eine österreichische Tänzerin.

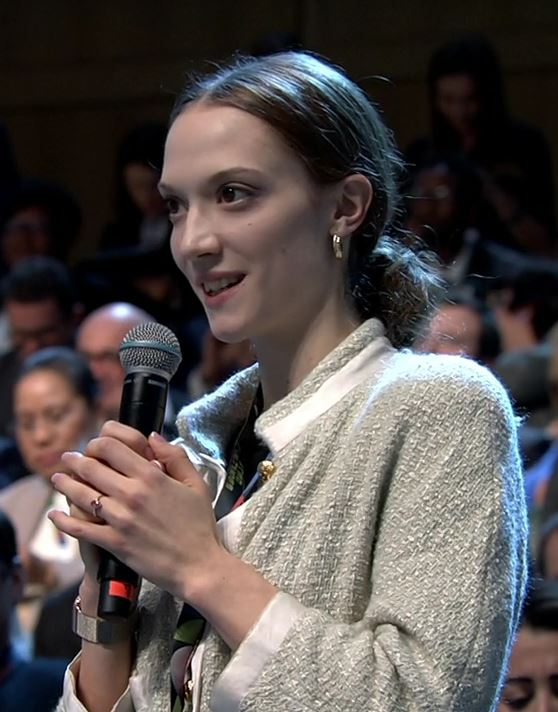
Prisca Zeisel (2023)

## Karriere
Im Alter von eineinhalb Jahren turnte sie und gewann mit drei Jahren ihren ersten Wettkampf. Sie begann im Jahr 2005 eine Ausbildung an der Ballettakademie der Wiener Staatsoper, die sie im Alter von 15 Jahren ohne Abschluss verließ. Sie tanzte an der Princess Grace Academy in Monte Carlo sowie der École Supérieure de danse bei Rosella Hightower in Cannes. Im Alter von 15 Jahren erhielt sie ihr erstes Engagement beim Wiener Staatsballett, für das sie Ballettdirektor Manuel Legris im Jahr 2011 holte. Igor Selenski engagierte sie auf ihre Bewerbung hin anschließend für das Bayerische Staatsballett. Als Halbsolistin in der Saison 2016/2017 tanzte sie die Aegina in Spartakus. Im März wurde sie Solistin, im September 2019 dann Erste Solistin. Ihre erste große Rolle als Solistin am Bayerischen Staatsballett war die Myrtha in Giselle; im Januar 2022 debütierte sie in der Hauptrolle der Giselle.
Im August 2019 sowie 2023 trat Prisca Zeisel in Sewastopol auf der von Russland annektierten Insel Krim auf.
Anfang September 2023 verließ sie das Bayerische Staatsballett auf eigenen Wunsch und wurde Primaballerina im St. Petersburger Michailowski-Theater.

## Auszeichnungen
- Zweiter Platz Premio Roma 2010[3][4]
- Förderpreis des Ballettclubs Wiener Staatsoper & Volksoper 2012[3][4][11]
- Karl-Musil-Preis[3]
- Sonderpreis der Jury beim 5. internationalen Ballettwettbewerb in Shanghai[3]
- Hoffnungsträgerin 2017, tanz – Zeitschrift für Ballett, Tanz und Performance[3]
- Zweiter Platz Shanghai International Ballet Competition (im August 2018)[3]
- Erster Platz Vienna International Arts Festival 2019[3]
- Fanny Elßler Preis[3]
- Dritter Platz 1st Xiamen International Ballet Competition[3]

## Privates
Ihre Eltern waren ebenfalls Tänzer. Prisca Zeisel hat vier Brüder.